# Chris Loder
Christopher Lionel John Loder  (né le 5 septembre 1981)  est un homme politique conservateur britannique qui est député de West Dorset de 2019 à 2024. Il a auparavant travaillé comme responsable des nouveaux trains pour South Western Railway.

## Jeunesse
Loder est né à l'hôpital Yeatman de Sherborne en septembre 1981. Il grandit près de Folke dans le Dorset dans la ferme familiale de ses parents et fréquente l'école Gryphon à Sherborne. Âgé de 18 ans, il rejoint South West Trains comme garde de train et continue à travailler dans l'industrie ferroviaire, passant à la tête de nouveaux trains, jusqu'à son élection au parlement en 2019. 

## Carrière politique
Loder devient greffier du quartier de Caundle Bishops en 1998 et reçoit le prix du mérite du jeune pour son engagement envers la communauté locale.  Il est élu au conseil du district de West Dorset pour représenter le quartier de Cam Vale en 2013, le siège fait l'objet d'un changement des limites et Loder n'est pas réélu lorsque le siège devient un quartier à plusieurs élus en 2015. Loder est président des conservateurs de West Dorset pendant plus de trois ans jusqu'en août 2019.
Il est membre du «Common Sense Group» des parlementaires conservateurs; une partie de leur mission est de «garantir que les gardiens institutionnels de l'histoire et du patrimoine, chargés de sauvegarder et de célébrer les valeurs britanniques, ne soient pas teintés par le dogme culturel marxiste, familièrement connu sous le nom de« woke agenda »». À la suite d'un rapport intérimaire sur les liens entre le colonialisme et les propriétés maintenant sous la responsabilité du National Trust, Loder est parmi les signataires d'une lettre adressée au Telegraph par le groupe demandant que "L'histoire ne doit pas être assainie ni réécrite pour répondre aux préoccupations des 'flocons de neige' "  .